# Exclaim!
Exclaim! (estilizada Exclaim!*@#) é uma revista mensal canadense de entretenimento, especializada em assuntos como música, cinema, comédia e games. Situada em Toronto, Ontário, pertence à Ontario Inc. e teve sua primeira edição publicada em 1 de abril de 1992. Nos últimos anos, a revista estabilizou seu envolvimento com o cinema, tendo cobrido anualmente eventos como o Festival Internacional de Cinema de Toronto e o Festival Sundance de Cinema. Atualmente, sua circulação gira em torno de 100 mil unidades distribuídas em todo o território canadense, tornando-se uma das mais importantes do gênero no país.